# Franco-Condado
Franco-Condado (em francês:  Franche-Comté) foi uma das 26 regiões administrativas da França entre 1986 e 2015.. Atualmente integra a região Borgonha-Franco-Condado.
A Franche-Comté era uma região administrativa bastante pequena, ocupando uma área de 16 202 km² - o que representa 3% do território francês - e reagrupa quatro departamentos: Doubs, Alto Sona, Jura e o território de Belfort. Este último tem apenas 600 km², o menor departamento do território francês. A Província de Franche-Comté é composta por 1 786 comunas, cujas áreas ocupacionais, em média, são muito inferiores à média metropolitana, pois enquanto cada comuna ocupa em torno de 9 km², a média metropolitana é de 15 km². As pequenas comunas são as mais numerosas, sendo que 2/3 delas não atingem sequer a média regional. A capital da Província é a cidade de Besançon, que dista 405 km de Paris, 200 km de Nancy, e 195 km de Lyon. Suas principais cidades são: Besançon, Vesoul, Belfort, Lons-le-Saunier, Lure, Pontarlier, Dole e St. Claude.